# Svépravice (Praha)

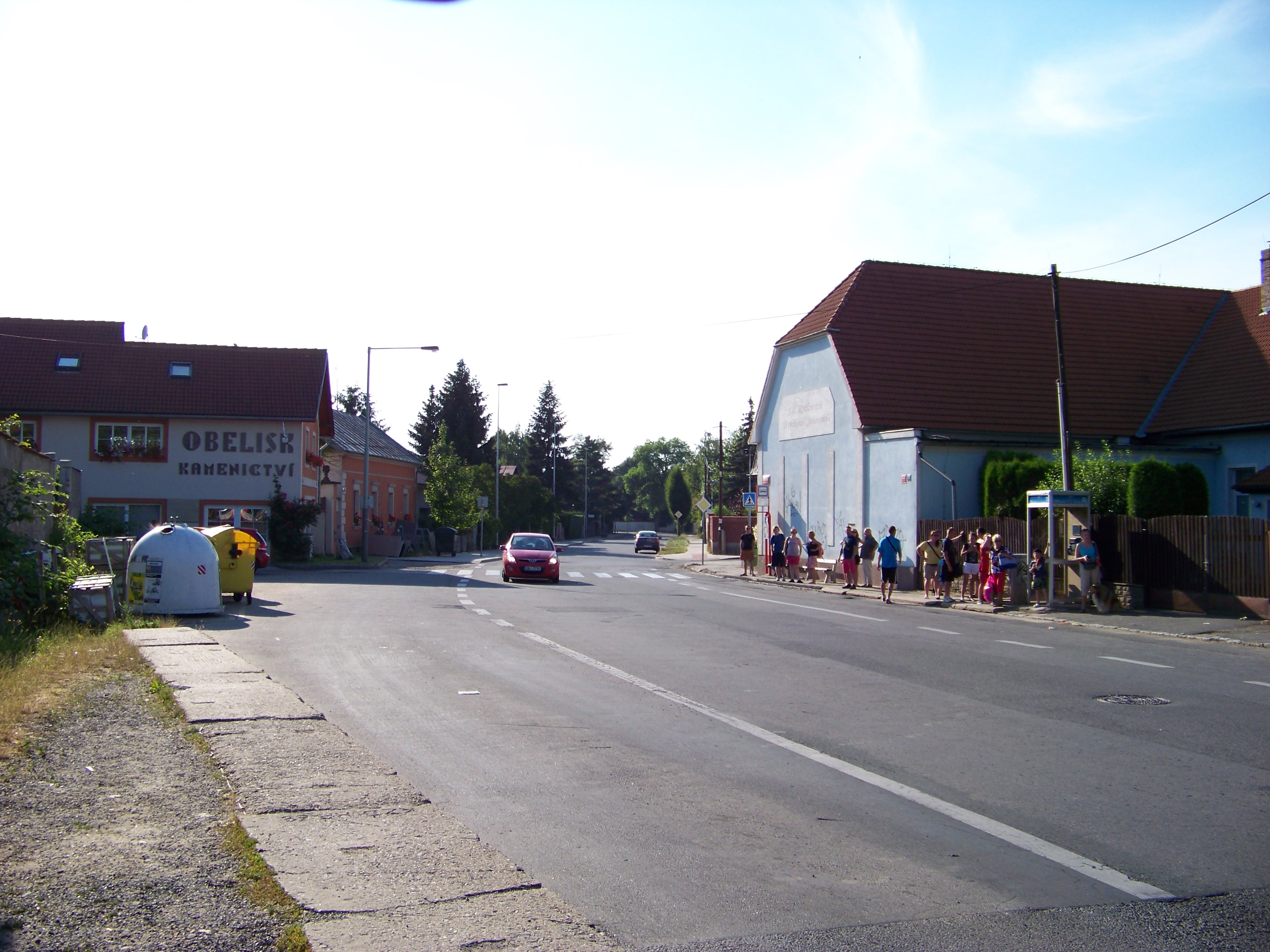
Božanovská ulice s autobusovou zastávkou Svépravice

Svépravice (německy Sweprawitz) jsou bývalá vesnice, dnes jižní část čtvrti Horní Počernice a městské části Praha 20 hlavního města Prahy. Leží mezi Chvalami a Xaverovem.

## Historie
Nejstarší dochovanou písemnou zprávou o obci Svépravice je záznam z roku 1420 o konfiskaci Pražany a darování kostelu svatého Michala v Opatovicích na Novém Městě. Nejstarší záznam o poplužním dvoru Xaverov pochází z první poloviny osmnáctého století.
Roku 1652 se Chvaly a Svépravice staly majetkem jezuitského řádu, který je spojil v jeden celek, k němuž roku 1675 přikoupili Šestajovice a roku 1683 dvůr v Satalicích. Po zrušení jezuitské koleje a zákazu řádu roce 1773 přešel tento majetek do Zemského studijního fondu založeného pro vydržování škol. Roku 1750 byla ve Svépravicích postavena kaplička.
Svépravice s Xaverovem v roce 1785 měly 16 domů; roku 1880 měly 24 domů a 13 obyvatel. Po roce 1920 došlo k mohutné vlně osidlování, v jejímž důsledku se zástavba sousedních obcí propojila.
Roku 1924 byly Svépravice elektrifikovány. Roku 1934 byla ve Svépravicích zřízena samostatná škola.
Na základě návrhu z roku 1941 a souhlasu obcí z 13. září 1941 nařídil okresní úřad Praha-venkov k 1. únoru 1943 připojení obcí Chvaly a Svépravice (včetně Xaverova) k městysi Horní Počernice. Horní Počernice se poté roku 1969 staly městem a to bylo roku 1974 připojeno k Praze. Celé Horní Počernice mají dnes jedno společné katastrální území i řadu popisných čísel. Svépravice nejsou vymezeny ani jako základní sídelní jednotka; jejich převážná část spadá do ZSJ Chvaly. Název Svépravice však dosud nese autobusová zastávka; v blízkosti Svépravic je také Svépravický rybník a ulice Do Svépravic.